# Florian-Krygier-Stadion
Das Florian-Krygier-Stadion (offiziell: Stadion Miejski im. Floriana Krygiera, deutsch Städtisches Stadion mit Namen Florian Krygier) ist ein Fußballstadion in der siebtgrößten polnischen Stadt Stettin (polnisch Szczecin). Die Anlage stammt aus der Zeit, als die Stadt noch zum Deutschen Reich gehörte. Es ist die Heimspielstätte von Pogoń Stettin (polnisch Pogoń Szczecin).

## Geschichte
Am heutigen Stadionstandort wird schon seit 1914 Fußball gespielt, dabei wurde eine alte Kiesgrube in einen Fußballplatz umgewandelt. Am 5. Oktober 1925 fand das Stadion seine Einweihung. Damals besaß die Spielstätte Platz für 15.000 Besucher und hatte eine Leichtathletikanlage. Bis 1945 trug es den Namen „Rühl-Kampfbahn“. Hugo Rühl (* 1845; † 1922) war ein deutscher Turnlehrer und Sportfunktionär. Nach der Zerstörung im Zweiten Weltkrieg wurde es 1949 als Städtisches Stadion wieder aufgebaut. 1955 wurde erstmals eine Flutlichtanlage im Stettiner Stadion installiert. Am 15. März 1959 feierte das Stadion mit einem Spiel gegen Gwardia Warschau Erstliga-Premiere.
Am 4. September 1963 gewann die polnische Fußballnationalmannschaft im Stadion ein Länderspiel gegen Norwegen mit 9:0. Es war der höchste Sieg der Polen in der Länderspielgeschichte und die Bestmarke hatte bis zum 10:0 am 1. April 2009 gegen San Marino Gültigkeit. 1965 fanden die polnischen Leichtathletikmeisterschaften im Pogoń-Stadion statt.
Aus finanziellen Schwierigkeiten heraus verkaufte der damaligen Verein MKS Pogoń Stettin 1989 das seit den 1950er Jahren in Vereinsbesitz befindliche Stadion an die Stadt. 1995 installierte man knapp 18.000 Kunststoffsitze im Stadion. Das Stadion war die erste polnische Spielstätte, die komplett mit Kunststoffsitzen ausgestattet wurde. 2001 wurde eine neue Flutlichtanlage mit 2.300 Lux Beleuchtungsstärke aufgestellt. 2003 begann die Überdachung des Stadions, aber bis auf einen kleinen Teil über Sektor 4 und 5 der Haupttribüne führte man die Arbeiten aus verschiedenen Gründen nicht weiter.
Am 26. Juli 2004 beschloss der Stadtrat von Stettin die Umbenennung des Stadions. Seit der Saison 2004/05 ist es zu Ehren des ehemaligen Trainers Florian Krygier benannt. 2005 erhielt das Spielfeld eine Rasenheizung und 2007 wurde eine neue Anzeigetafel installiert. Von 2009 bis 2010 wurde die Anlage renoviert. Im Zuge dessen erneuerte man die Umkleidekabinen und ein Presse- und V.I.P.-Gebäude wurde errichtet. 2013 wurde die Stadionbestuhlung erneuert.

### Neubau
Das Stettiner Stadion wird neu gebaut und die Tribünen komplett überdacht. Am 10. März 2019 fand mit der Partie zwischen Pogoń Stettin und Zagłębie Lubin das letzte Spiel in der über 90 Jahre alten Spielstätte vor den im April beginnenden Abrissarbeiten statt. Zunächst wurden die Südtribüne an der Längsseite und die Westkurve abgebrochen. Die Nordtribüne mit 4.800 Sitzplätzen und V.I.P.- sowie Presse-Bereich blieben vorerst bestehen, um den Spielbetrieb fortzusetzen. Die beiden neuen Ränge sollen im Herbst 2020 übergeben werden. Danach wird der Nordrang erneuert. Wann die bisher offene Seite im Osten geschlossen wird, ist noch unklar. Das Budget für das gesamte Bauprojekt liegt bei 364,4 Mio. PLN (rund 84,1 Mio. Euro). Neben dem Stadion mit 20.500 Sitzplätzen soll eine Ausbildungsakademie mit vier Spielfeldern (ein Kunstrasenfeld mit Überdachung in den kalten Monaten sowie drei Hybridrasenfelder) entstehen. Bis 2022 soll die komplette Anlage betriebsbereit sein.
Im April 2019 begannen wie geplant die Abrissarbeiten an der West- und Südseite. Im Oktober des Jahres waren die ersten Balken und Reihen der zukünftigen Südtribüne in Position gebracht. Nach den Fundamentarbeiten wurden die Betonpfeiler des Daches verbaut. Mitte Dezember 2019 nahmen die beiden neuen Ränge Formen an. Erste Teile der Überdachung sind montiert. Im Februar 2020 nähert sich der erste Bauabschnitt an der Westtribüne dem Ende entgegen. Gegenwärtig werden die letzten Dachträger verbaut. Im Anschluss werden sie Dachplatten montiert. Die Arbeiten an den weiteren Rängen hat begonnen. Die Arbeiten an den beiden weiteren Rängen haben mit den Fundamenten begonnen. Danach folgt der Aufbau der Zuschauertribünen. Zu dieser Zeit sollen die Endarbeiten an den ersten Rängen durchgeführt werden. Am fertiggebauten Gebäude neben dem Stadion werden die Innenwände angebracht und die Sanitär- und Abwassertechnik installiert. Die Erneuerung des Trainingsgeländes ist ebenfalls in vollem Gange. Das fertige Stadion wird eine schwarze Fassade haben.
Am 1. Oktober 2022 wurde das Stadion nach dem Umbau durch Zbigniew Boniek, Stettins Stadtpräsident Piotr Krzystek, und Jarosław Mroczek, Präsident von Pogoń, wiedereröffnet. Das folgende Ligaspiel vor 20.016 Zuschauern gewann Pogoń gegen Lechia Gdańsk mit 2:1. Das erste Tor erzielte Maciej Gajos für Lechia.

## Länderspiele
In den elf Spielen der polnischen Fußballnationalmannschaft in Stettin weisen die Gastgeber eine positive Bilanz (Sieben Siege, zwei Unentschieden und zwei Niederlagen) auf.
- 04. Sep. 1963:  Polen –  Norwegen 9:0 (3:0)
- 24. Okt. 1965:  Polen –  Finnland 7:0 (6:0)
- 02. Okt. 1966:  Polen –  Luxemburg 4:0 (0:0)
- 20. Okt. 1968:  Polen –  DDR 1:1 (1:0)
- 22. Juli 1970:  Polen –  Irak 2:0 (0:0)
- 26. Apr. 1972:  Polen –  Spanien Amat. 2:0 (1:0) (nicht offiziell)
- 21. Aug. 2002:  Polen –  Belgien 1:1 (0:0)
- 29. Mai 2004:  Polen –  Griechenland 1:0 (1:0)
- 29. Mai 2005:  Polen –  Albanien 1:0 (1:0)
- 11. Mär. 2008:  Polen – Auswahl ausländischer Spieler der Ekstraklasa 2:3 (0:2) (nicht offiziell)
- 11. Aug. 2010:  Polen –  Kamerun 0:3 (0:1)

## Galerie

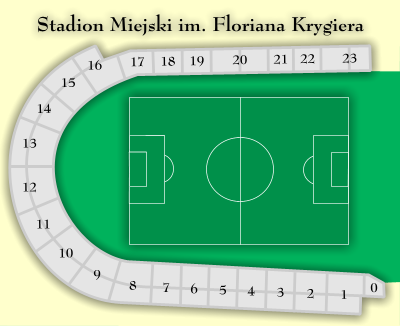
Stadionplan
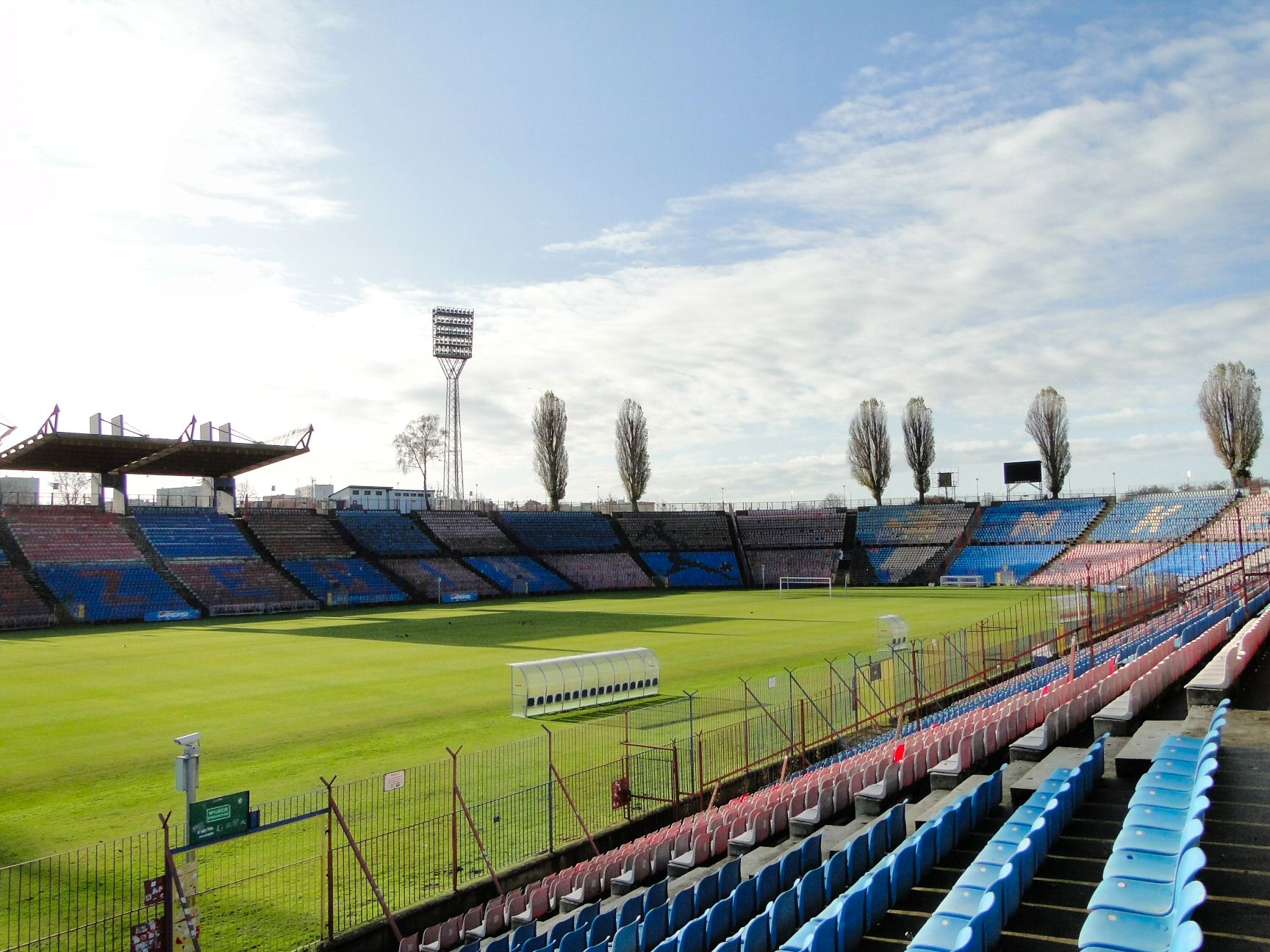
Das Stadion im Jahr 2009
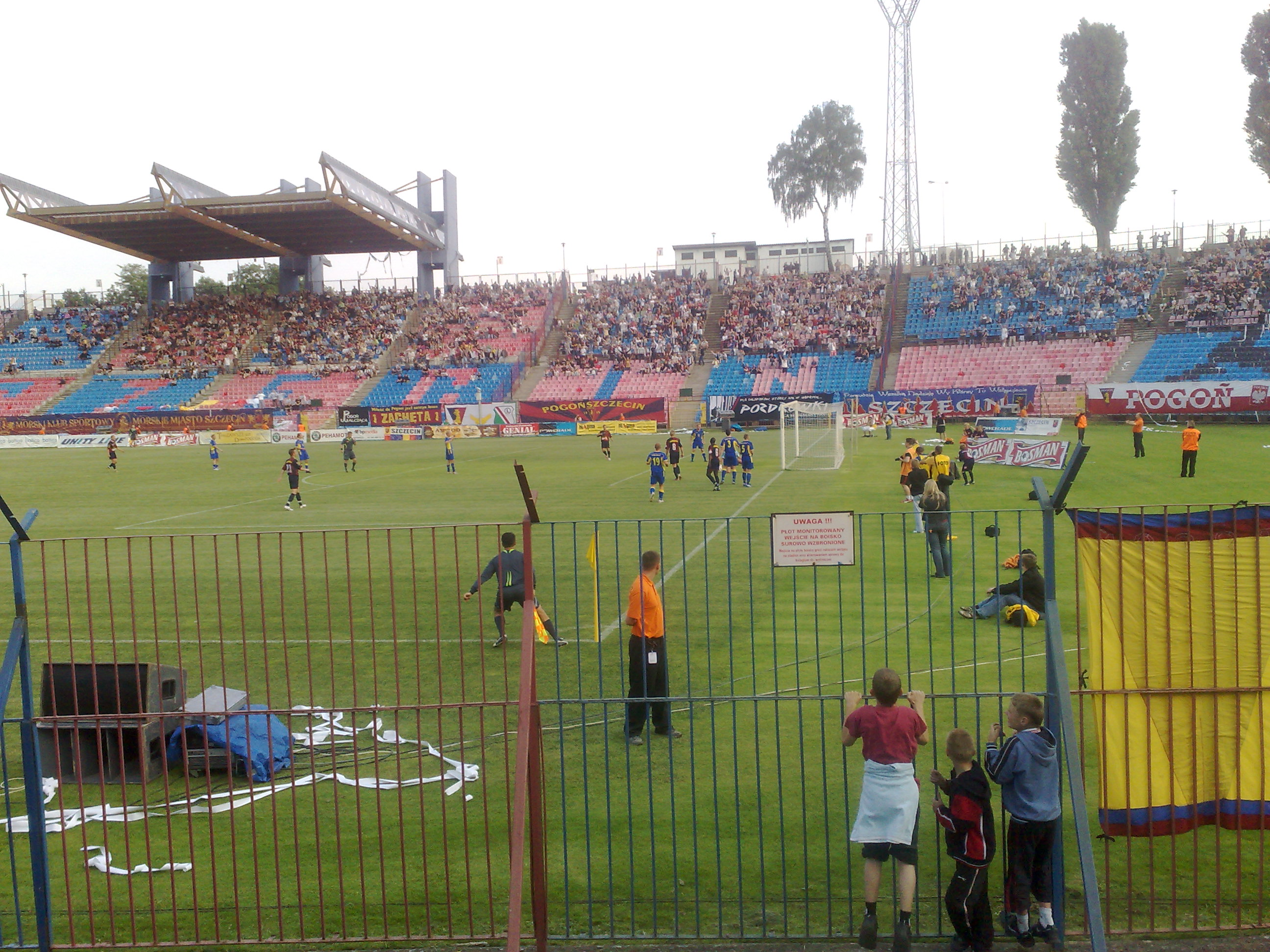
Spiel zwischen Pogoń Stettin und Zatoka Puck
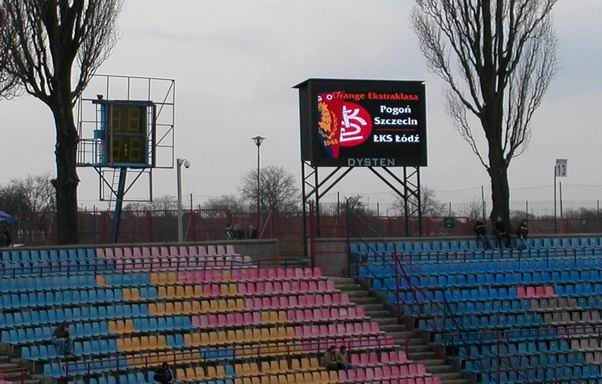
Die alte und die neue Anzeigetafel (rechts)
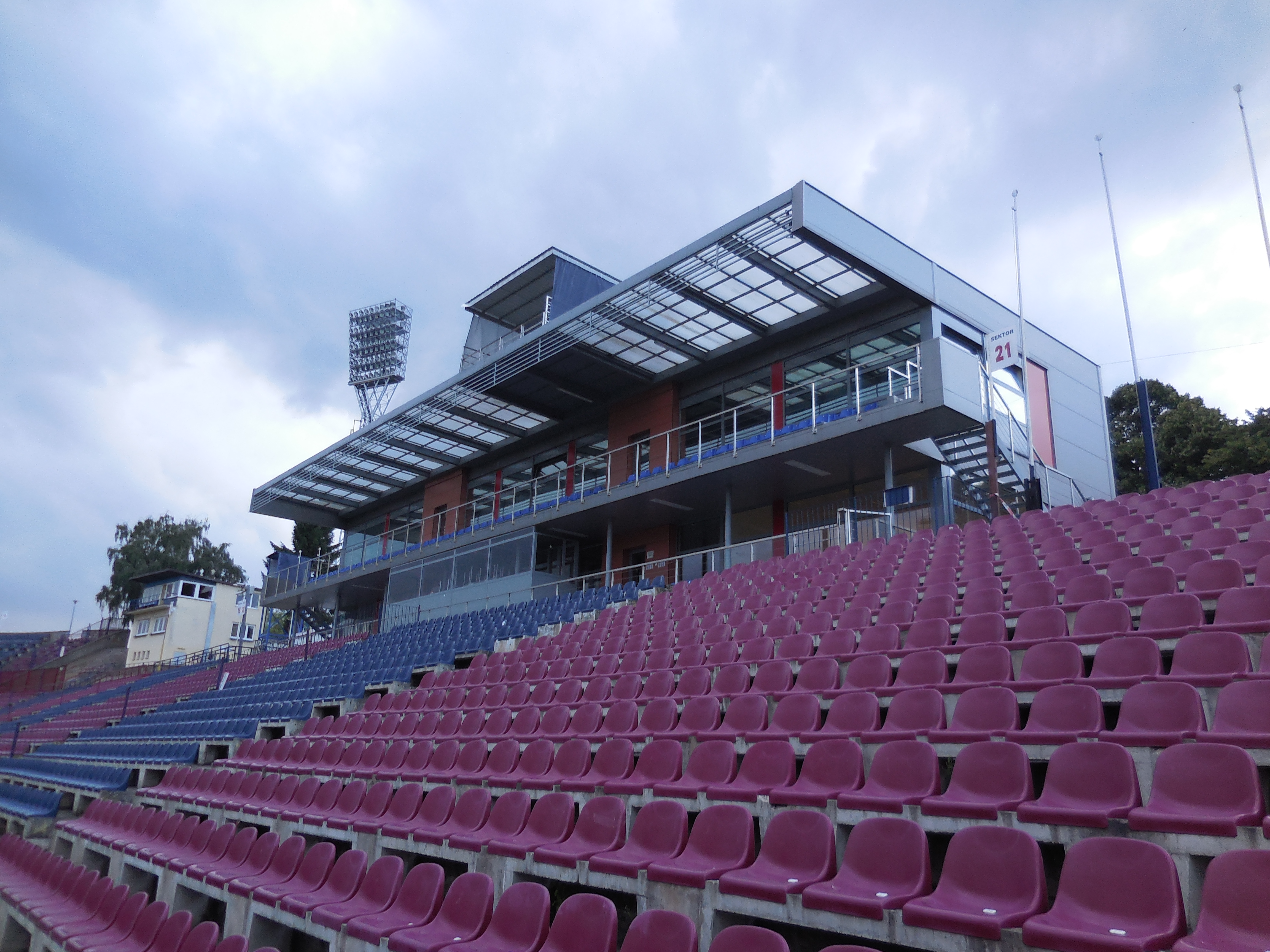
Das Stadion im Jahr 2015
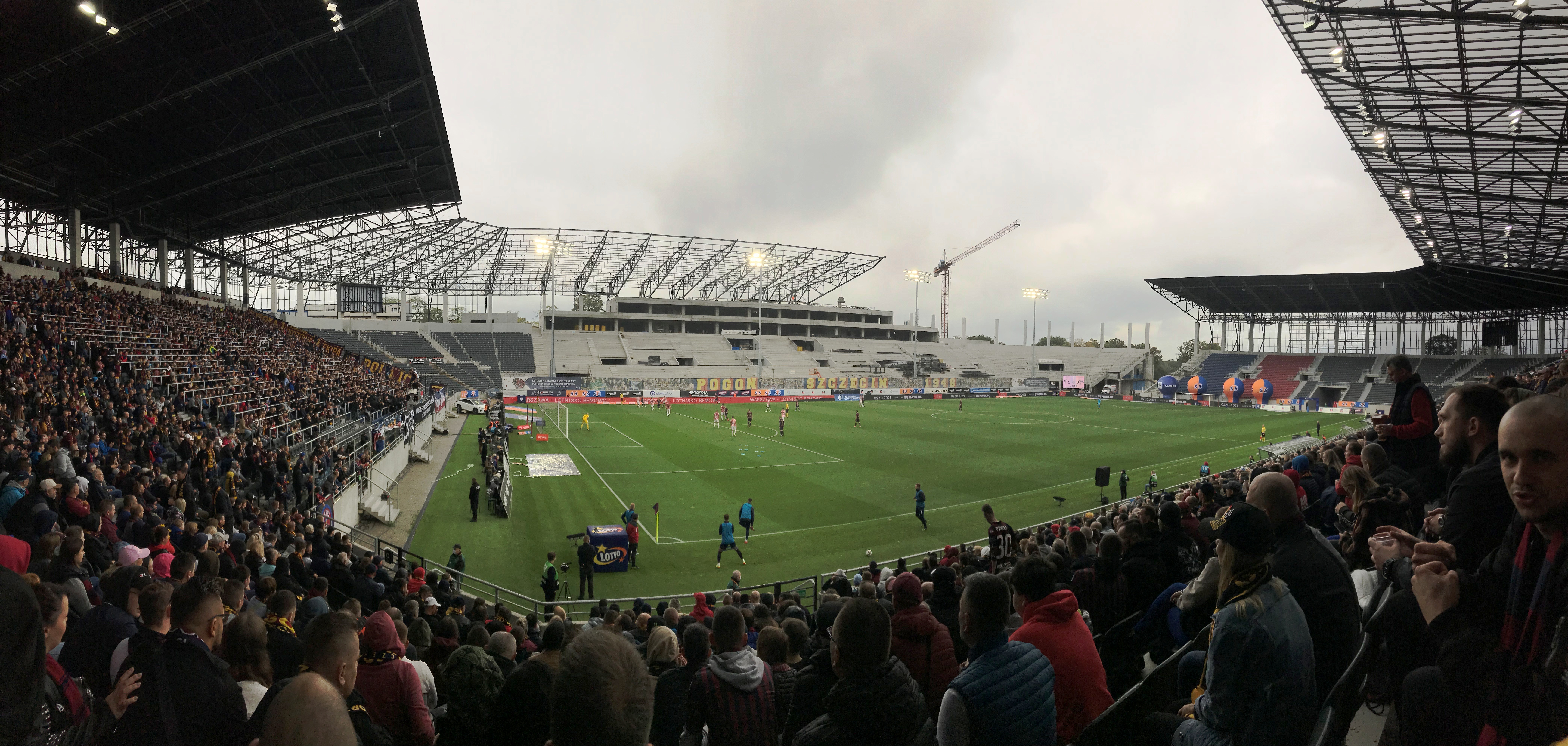
Das Stadion im Jahr 2021